# Sara Elisabeth Moræa
Sara Elisabeth o Sara Lisa Moraea (Falun, Suecia, 26 de abril de 1716-Uppsala, 20 de abril de 1806), también  conocida por su nombre de casada Sara Lisa Linnea, fue la esposa de Carlos Linneo y responsable de la subasta de sus documentos científicos que se conservan en la Sociedad Linneana de Londres. Se le ha dedicado una calle con su nombre y es, junto con su marido, uno de los personajes principales de la serie de libros Sara Lisa y Linneo.

## Biografía
Sara Isabel Moraea fue uno de los siete hijos del médico Johan Moraeus y su esposa Elisabeth Hansdotter. Nació en Falun el 26 de abril de 1716. Sus padres provenían de familias influyentes y con buena posición económica. Moraea se casó con Carl Linneo en 1739, tras esperar tres años debido a los recelos de Johan Moraeus, que no deseaba que su hija se casara con un botánico pobre. Moraea fue una ama de casa  responsable y estricta, lo que permitió a su marido dedicarse de pleno a sus tareas científicas. Dio a luz a siete hijos, cinco de los cuales sobrevivieron hasta la edad adulta. Tras la muerte de su esposo y de su único hijo varón, Carl, Sara Lisa Moraea vendió la colección de  documentos científicos, herbarios, manuscritos y correspondencia de su marido a  James Edward Smith, uno de los fundadores de la Sociedad Linneana de Londres, venta muy criticada en Suecia.. Durante los últimos años de su vida, Moraea vivió en Hammarby, la residencia de verano de la familia en las afueras de Uppsala.
Sara Elisabeth Moraea  está enterrada junto con su esposo y su hijo en la catedral de Uppsala. Se le dio su nombre a una calle en Enskededalen, un suburbio de Estocolmo. Junto con su marido, es el personaje principal en los libros Sara Lisa y Linneo por Maria Bergström y Niklas Jönsson (2007).